# Star Wars (jeu vidéo, 1983)
Warp Speed
Pour les articles homonymes, voir Star Wars (homonymie) et Warp Speed.
Vous lisez un « article de qualité » labellisé en 2017.
Star Wars est un jeu d'arcade du type rail shooter doté de graphismes vectoriels en couleur, développé et édité par Atari Inc. en mai 1983 sur borne d'arcade.
Il s'agit du premier jeu d'une série de trois jeux d'arcade, chacun basé sur les épisodes de la première trilogie Star Wars. Le joueur revit la bataille finale du film Un nouvel espoir dans laquelle se déroulent des combats spatiaux, dans une vue à la première personne à proximité et à la surface de l'Étoile noire, puis s'engouffre dans la tranchée pour lancer une torpille afin de faire exploser la station spatiale. Le jeu est rapidement porté par Parker Brothers sur les plates-formes de jeux à domicile Atari 2600, Atari 5200, Atari 400/800, ColecoVision et Commodore 64. En 1987-1988, Domark porte le jeu et l'édite en Europe sur Amiga, Commodore 64, ZX Spectrum, Amstrad CPC, BBC Micro et Acorn Electron. En Amérique du Nord, Brøderbund édite le jeu en 1988 sur Atari ST, PC (DOS), Mac, Amiga et Commodore 64.
Atari obtient en 1982 les droits pour adapter un jeu d'arcade sur chaque film de la trilogie Star Wars. Le projet est confié à Mike Hally, qui décide d'adapter à la franchise le projet Warp Speed qui est en gestation depuis novembre 1979. Le jeu, développé sous le contrôle de Lucasfilm Games, est réalisé par une équipe de six personnes. Alors que le projet ne comporte que deux séquences, le réalisateur Steven Spielberg, qui visite le studio, propose l'idée de créer une troisième séquence se déroulant à la surface de la station spatiale, ce qui est par la suite intégré dans le jeu. Un premier test permet d'identifier des problèmes dans l’appréhension du joystick, ce qui pousse l'équipe à le remplacer par le système de commande à doubles poignées créé pour le simulateur destiné à l'armée américaine, Bradley Trainer, un simulateur de combat dérivé du jeu Battlezone. La bande-son intègre des voix numérisées issues du film.
Star Wars est un succès tant critique que commercial. 10 000 bornes verticales et 2 450 bornes assises sont produites. Star Wars est donc le seul jeu Atari à dépasser la barre des 10 000 unités, jusqu'à la sortie d'Area 51 en 1995. La vente de ces bornes rapporte quinze millions de dollars à Atari. Le jeu est très bien accueilli dans les salles d'arcade où il figure parmi les bornes rapportant le plus d'argent, notamment, derrière Dragon's Lair. Fort de sa popularité dans les salles, les joueurs le placent en tête des classements des meilleurs jeux d'arcade jusqu'à la fin de l'année 1984. Il est également très bien accueilli par la presse spécialisée qui voit une adaptation réussie du film dont il s'inspire, un jeu superbe et addictif, à l'action rapide, permettant une immersion parfaite dans l'univers de la saga Star Wars. La presse, les opérateurs d'arcade et les joueurs sont dithyrambiques avec le jeu, n'hésitant pas à le qualifier très tôt de classique du jeu vidéo ou du jeu d'arcade. Les portages sont également bien accueillis, même si les versions Atari ST et Amiga sont les plus proches de l'original.
De très nombreux jeux s'inspirent de Star Wars et il est souvent cité parmi les meilleurs jeux issus de la saga de George Lucas. Le jeu connait deux suites, Return of the Jedi en 1984 et The Empire Strikes Back en 1985. Le premier est une adaptation du film homonyme dans des graphismes de type matriciel, alors que le dernier adapte le deuxième opus de la trilogie cinématographique avec des graphismes vectoriels en couleurs identiques à ceux du premier jeu et constitue donc la véritable suite. Cependant, aucune des deux suites n'obtient la popularité de Star Wars.

## Trame
Star Wars place le joueur dans l'univers de science-fiction de Star Wars, plus particulièrement dans le premier volet de la trilogie originale intitulé Un nouvel espoir. Le jeu permet de revivre un moment clé de cet épisode, le combat spatial final. Le jeu s'inscrit dans une trilogie de jeux d'arcade, dont chacun d'entre eux est adapté d'un des trois films de la saga.
Le scénario du jeu, identique à celui du film, est présenté pendant le mode attractif. Le joueur accomplit les différentes phases du jeu dans la peau du personnage Luke Skywalker, un pilote de l'Alliance rebelle, une organisation qui lutte contre le très autoritaire Empire galactique. L'objectif de Luke est de détruire la station spatiale Étoile noire, l'arme absolue de l'Empire galactique, aux commandes d'un chasseur X-wing (nom de code Red Five).

## Système de jeu

### Généralités
Star Wars est un shoot 'em up de type rail shooter dans lequel se déroulent des combats spatiaux dans une vue à la première personne. Le jeu, affiché sous forme de graphismes vectoriels en trois dimensions dotés de huit couleurs, simule la vue depuis le cockpit du vaisseau. Les graphismes vectoriels sont composés d'un ensemble de lignes, dessinant des modèles et décors en trois dimensions de type fil de fer,.

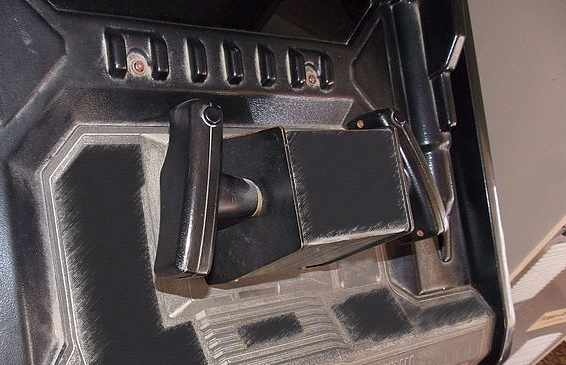
Manette à doubles poignées qui peut être tournée à droite et à gauche, mais dont les leviers peuvent également être inclinés vers l'avant ou vers l'arrière.

La borne est équipée d'une manette à doubles poignées qui peut pivoter sur la droite et la gauche, mais aussi vers l'avant ou vers l'arrière, et chacune des poignées est équipée de deux boutons. Grâce à ce contrôleur de jeu, le joueur déplace un réticule de visée à l'écran afin de cibler ses ennemis et les détruire. La manette n'a donc aucun effet sur les mouvements du X-wing, qui se déplace seul et avance selon un parcours prédéfini et non modifiable. Cependant, la dernière phase de jeu oblige le joueur à gérer la hauteur de vol, ainsi que le placement à gauche ou à droite. Les ennemis arrivent seulement de l'avant et aucun ne se présente dans le dos du joueur ou sur les côtés. Les ennemis tirent des boules de feu qui grossissent au fur et à mesure qu'elles approchent, ce qui permet de les toucher plus facilement. Toutefois, le joueur peut détruire ces tirs ennemis dans le but de se protéger, en leur tirant dessus et les faire exploser. Ceci permet au vaisseau de traverser le niveau sans encombre s'il n'est pas touché. Le vaisseau possède six boucliers, et en perd un chaque fois qu'il essuie un tir ennemi. Le joueur n'est pas obligé de détruire tous les vaisseaux ou les canons ennemis. Le jeu offre la possibilité au joueur de choisir entre trois niveaux de difficulté (facile, moyen ou difficile),. D'autre part, l'opérateur d'arcade peut régler, via les dipswitch, le niveau de difficulté entre facile, moyen, difficile ou très difficile.
En haut de l'écran, l'interface affiche à gauche le score ainsi que le nombre de points gagnés à chaque destruction d'ennemis, au milieu l'état des boucliers ainsi que divers messages et à droite la vague d'ennemis en cours ainsi que le nombre de tours restantes le cas échéant. Quand le vaisseau est touché, un flash blanc illumine très brièvement l'écran,. Les quatre canons laser du chasseur X-wing, actionnables grâce aux quatre boutons, sont visibles sur les côtés de l'écran, deux en bas et deux au milieu.
Des inscriptions sont visibles sur l'Étoile noire, notamment May the force be with you (« Que la force soit avec toi »).

### Trois séquences évolutives

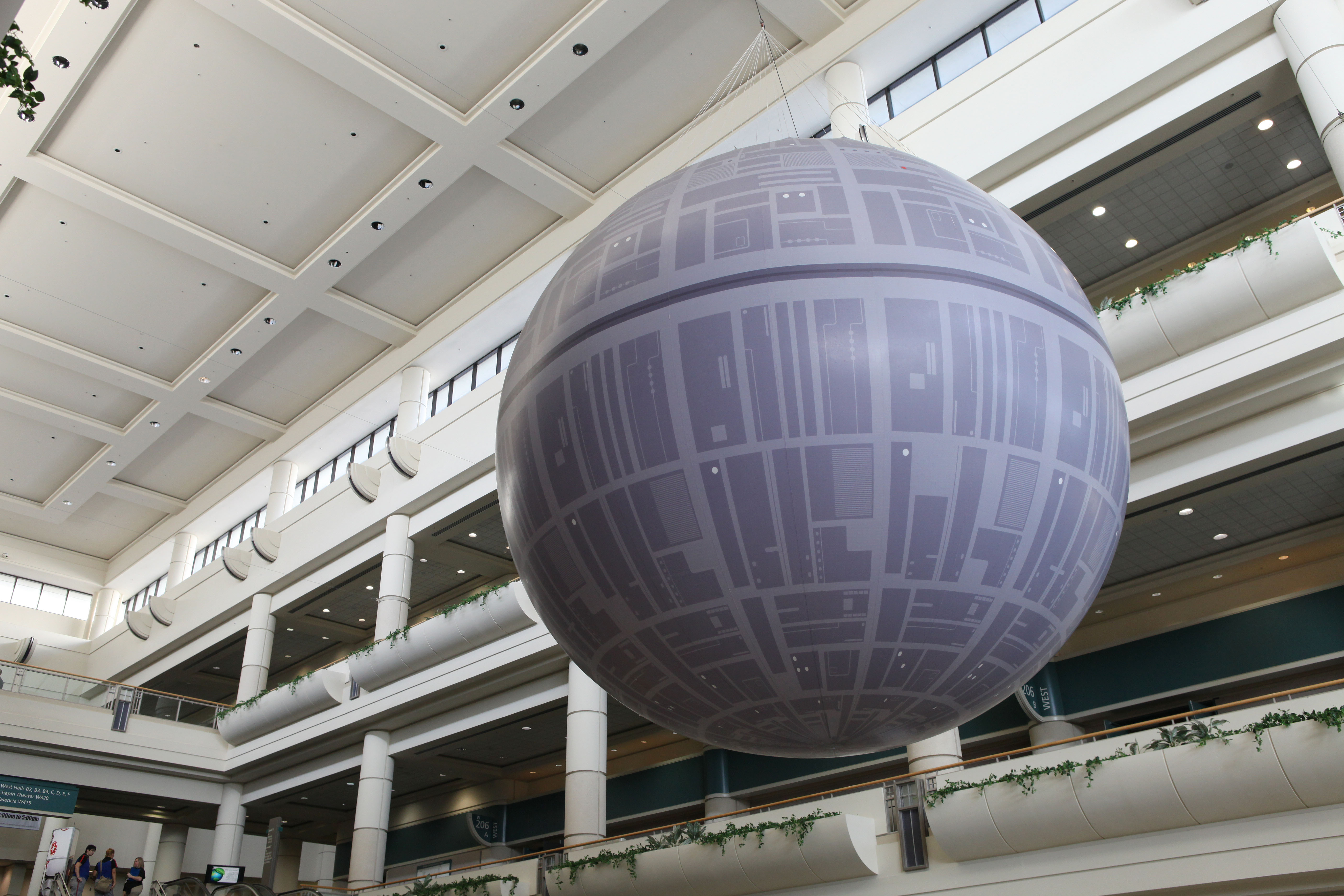
Les événements prennent place sur l'Étoile noire.

Le jeu se déroule en trois séquences, afin d'atteindre l'objectif final, la destruction de l'Étoile noire. La durée de chaque séquence est déterminée en fonction du temps et non pas en fonction du nombre d'ennemis. La vitesse du jeu s'accélère au fur et à mesure qu'il approche de la tranchée. La première phase se déroule dans l'espace, à proximité de l'Étoile noire, où le joueur affronte une série de chasseurs TIE. Parmi la flotte de l'Empire figure Dark Vador et son chasseur TIE spécial, qui peut être touché mais qui ne peut être détruit. Quand le joueur a réussi à passer l'étape, le vaisseau se rapproche de l'Étoile noire et survole sa surface. La deuxième phase de jeu se déroule donc à la surface de la forteresse spatiale, le joueur y affronte une série de tourelles de combat. Certains sommets de ces tours peuvent être détruits. Si le joueur parvient à passer cette phase, son chasseur s'engouffre dans la tranchée. Il doit alors détruire des canons ou des murs, alors qu'il doit passer au-dessus ou en dessous de passerelles horizontales ou verticales. Le vaisseau ne peut pas percuter les murs latéraux. Cette séquence se termine par la tentative de lancement de torpille dans la bouche d'entrée d'aération qui conduit au cœur de la station spatiale. Le vaisseau s'éloigne dans l'espace si le joueur réussit son tir, et l'Étoile noire explose, puis la partie recommence. Sinon, le vaisseau finit sa course contre le mur, puis la séquence de la tranchée redémarre avec un bouclier en moins,.
Si le joueur termine un cycle de ces trois phases, il gagne un bouclier supplémentaire, dans la limite du nombre initial. L’opérateur peut régler le nombre de boucliers disponibles au départ du jeu, de un à neuf, via les dipswitch (six est le réglage d'usine). Dès le deuxième cycle, le niveau de difficulté augmente, le gameplay se dote de petites différences à chaque tour. Les chasseurs TIE sont plus agressifs, plus nombreux, tirent plus et s'engagent dans des stratégies d'attaque différentes. De nouvelles batteries anti-aériennes de petite taille apparaissent à la surface de la station spatiale à partir de la deuxième phase. Dans la tranchée, les passerelles sont plus nombreuses et ne laissent qu'un petit passage pour le vaisseau, obligeant le joueur à slalomer. Dans le troisième cycle, les chasseurs TIE ont tendance à tirer en continu, puis ne s'approchent plus et ne font que tirer,. Dans les séquences suivantes, des passerelles verticales apparaissent dans la tranchée. Chaque nouveau cycle voit ainsi son niveau de difficulté augmenter,.

### Score
Le joueur obtient 1 000 points pour chaque chasseur TIE détruit, et 2 000 pour chaque tir sur celui de Dark Vador. Les tirs ennemis rapportent 33 points. Chaque partie haute d'une tour durant la phase deux rapporte 200 points. Si le joueur détruit les vingt parties hautes des tours, il obtient 50 000 points. Une batterie au sol durant la phase deux rapporte 250 points, dans la tranchée les murs verts rapportent 50 points et les rouges 100 points.
À chaque tir dans le puits, le joueur obtient 25 000 points. Le joueur obtient un bonus pour la destruction de la station spatiale, à partir du troisième cycle en difficulté moyenne (400 000) ou difficile (800 000), mais pas de bonus en mode facile. Il obtient également un bouclier supplémentaire. Le joueur obtient 5 000 points pour chaque bouclier restant lors de la destruction de l'Étoile noire.

## Bande son
La musique, créée par John Williams, est issue du film sur lequel le jeu se base, Un nouvel espoir,. Sept thèmes musicaux tirés du film sont inclus, notamment le Star Wars Theme, Ben's Theme, et Cantina Theme. Le jeu intègre également des musiques de L'Empire contre-attaque, notamment The Imperial March (Darth Vader's Theme).
Le jeu utilise des voix numérisées issues des films de Luke Skywalker, Obi-Wan Kenobi, Wedge Antilles, Dark Vador et Han Solo. Ces personnages encouragent le joueur, commentent ou ponctuent les événements, avec des répliques extraites du film telles que « Use the force, Luke » (« Utilise la force, Luke ») par Obi-Wan ou « The force is strong in this one » (« La force est puissante en lui ») par Dark Vador,,.
Les bruitages sont également tirés du film, par exemple les sifflements et des bips sonores du robot R2-D2,.

## Aspect technique

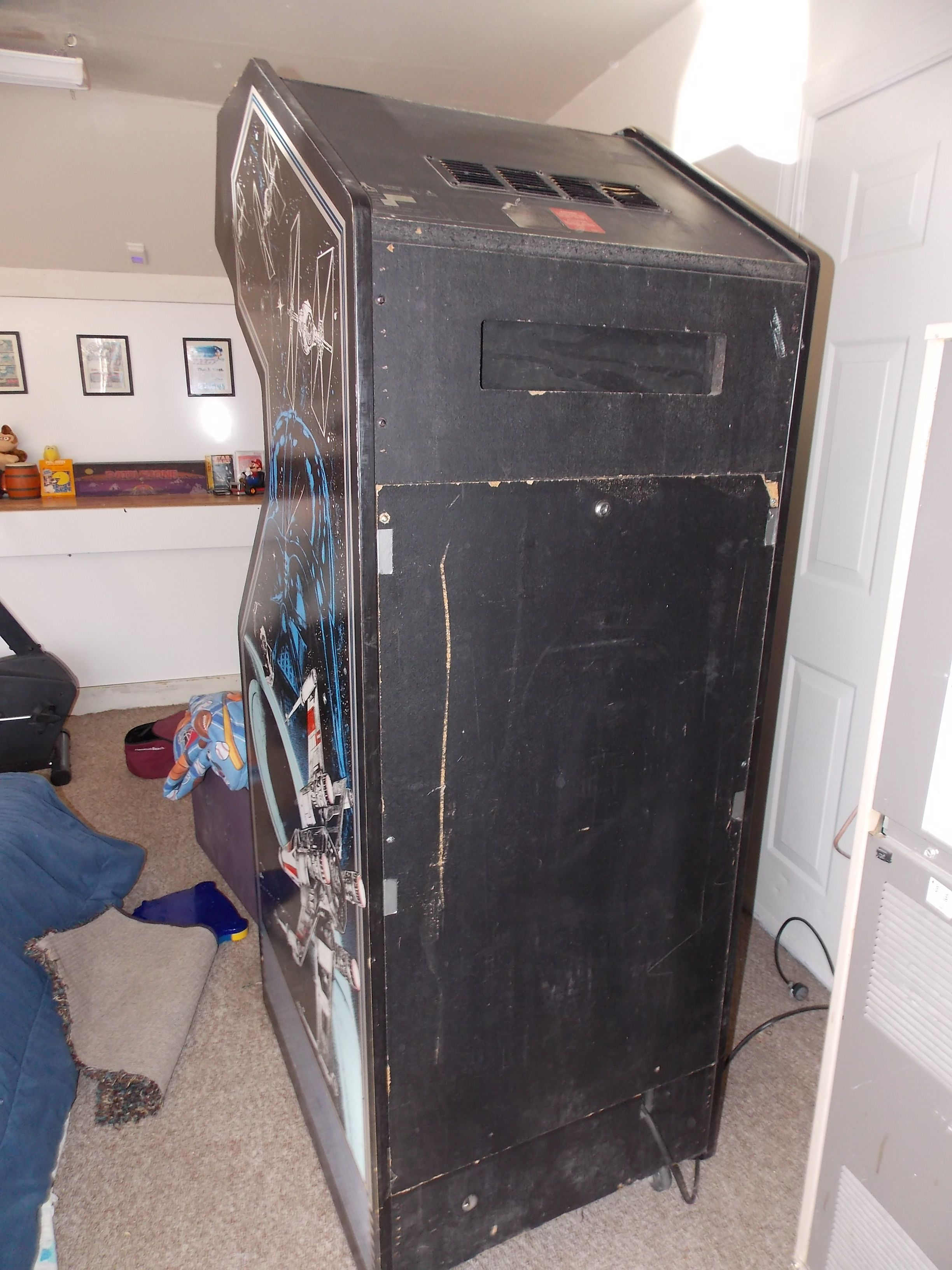
Borne verticale Star Wars, vue de l'arrière.

Le jeu est commercialisé dans deux versions, une borne d'arcade verticale et une borne sous forme de cockpit dans laquelle le joueur s'assoie,. L'écran est orienté à l'horizontale. La version cockpit comporte deux haut-parleurs sous le siège afin de simuler les vrombissements du moteur du vaisseau, et deux au-dessus de la tête du joueur. Les deux versions de la borne sont équipées d'une manette à doubles poignées qui peut être tournée à droite et à gauche, mais dont les leviers peuvent également être inclinés vers l'avant ou vers l'arrière. L'intérieur de la borne dispose de plastiques moulés et d'illustration de couverture, tentant de reproduire des éléments du cockpit d'X-wing. L'arrière de la borne comporte un Plexiglas noir transparent afin de permettre aux personnes autour de voir le jeu se dérouler. L'extérieur de la borne arbore les dessins de Dark Vador, de chasseurs TIE et d'X-wing.
La PCB est composée de quatre processeurs, cinq puces audio et plusieurs circuits imprimés customs,. Trois processeurs sont alloués à la gestion des graphismes et un autre est chargé de produire le son,. Le jeu affiche huit couleurs grâce à un tube cathodique équipé de trois canons à électrons, identique à celui d'une télévision. Le son est joué en stéréo.
Les deux versions arcade de Star Wars sont évaluées suitable for all ages (« adapté à tout âge ») par le PAS.

## Développement

### Genèse
Si de nombreux jeux de science-fiction s'inspirent du succès de la saga Star Wars, notamment Starhawk de Cinematronics en 1977 ou Star Fire d'Exidy en 1979, les salles d'arcade doivent attendre 1983 pour voir arriver officiellement la franchise de George Lucas. Alors que le jeu, qui sort en 1983, se base sur le premier opus, le troisième épisode de la saga cinématographique intitulé Le Retour du Jedi est projeté dans les salles obscures. Le jeu Star Wars fait tout de même partie des premières adaptations officielles de la licence en jeu vidéo, seulement précédé par Star Wars: The Empire Strikes Back en 1982 et Star Wars: Jedi Arena au début de l'année 1983 tous deux réalisés par Parker Brothers sur Atari 2600.
Atari, qui veut réaliser un jeu sur la franchise Star Wars depuis 1981, obtient finalement une licence pour adapter trois jeux, un basé sur chacun des trois films de la trilogie. Parallèlement à leur accord sur la licence Star Wars, Lucasfilm Games et Atari signent au début de l'année 1983 un accord de coopération afin de développer de nombreux jeux vidéo.

### Équipe
| Mike Hally Norm Avellar Eric Durfey Jed Margolin Greg Rivera Earl Vickers |

Mike Hally dirige le projet du jeu Star Wars avec les développeurs les plus expérimentés d’Atari. Hally obtient un diplôme d'ingénierie mécanique à l'université de Santa Clara en Californie, puis intègre la division flipper d'Atari. Quand celle-ci ferme sa division en 1979, il est muté à la division des jeux vidéo et devient superviseur du bureau projet. Hally est impliqué dans plusieurs projets de l'entreprise, notamment les flippers Middle Earth en 1978, Superman et Hercules en 1979, et en 1982 les jeux vidéo Gravitar et Akka Arrh,,.
Atari forme une équipe lorsque Lucasfilm Games donne son approbation. Greg Rivera, un programmeur principal en informatique âgé de tente ans, qui a auparavant travaillé sur Four Player Football, Warlords et sur le projet Warp Speed, se retrouve à programmer le jeu Star Wars. Rivera, diplômé en mathématiques à l'université de Redlands (Redlands, Californie), a travaillé en tant qu'analyste système durant quatre ans avant de rejoindre Atari en 1978. À l'identique, Jed Margolin, un ingénieur diplômé en ingénierie électrique de l'université du Michigan à Ann Arbor, rejoint le projet Star Wars alors qu'il travaillait sur la réalisation du matériel de Warp Speed. Il possède deux brevets de méthode de génération d'objets sur un écran.
En janvier 1983, l'équipe est renforcée à temps plein par Norm Avellar, un programmeur principal âgé de 27 ans et Eric Durfey, un technicien de 26 ans travaillant auparavant sur d'autres projets. Avellar est diplômé en électricité et informatique de l'université de Californie à Davis. Durfey arrive d'une entreprise en électronique de la Silicon Valley nommée Trias.
Earl Vieckers, qui a récemment rejoint Atari, complète l'équipe. Auparavant, il travaillait chez Midway Manufacturing en tant que concepteur de jeu vidéo, notamment sur Tron et Kick-Man. Quand il arrive chez Atari, il ne veut pas participer à la conception d'un jeu, mais veut améliorer un système audio. Cependant, dès qu'Atari lui présente les graphismes du projet Star Wars, il donne son accord pour y prendre part.
Les noms des développeurs apparaissent dans le jeu à l'approche de la station spatiale. À l'époque de la sortie du jeu, les auteurs ne sont généralement pas cités dans les jeux. Comme de nombreuses entreprises, Atari ne dévoile pas les noms de ses créateurs, de peur de débauchages. Dans Star Wars, l'équipe a cependant intégré la liste des développeurs, sans que la direction ne soit au courant. Ces inscriptions servent en particulier à l’opérateur d'arcade à faire des ajustements de l'affichage. Selon Hally, par la suite, Atari autorise la mention des noms des personnes impliquées dans les projets, durant le mode attractif.

### Warp Speedet lancement du projet

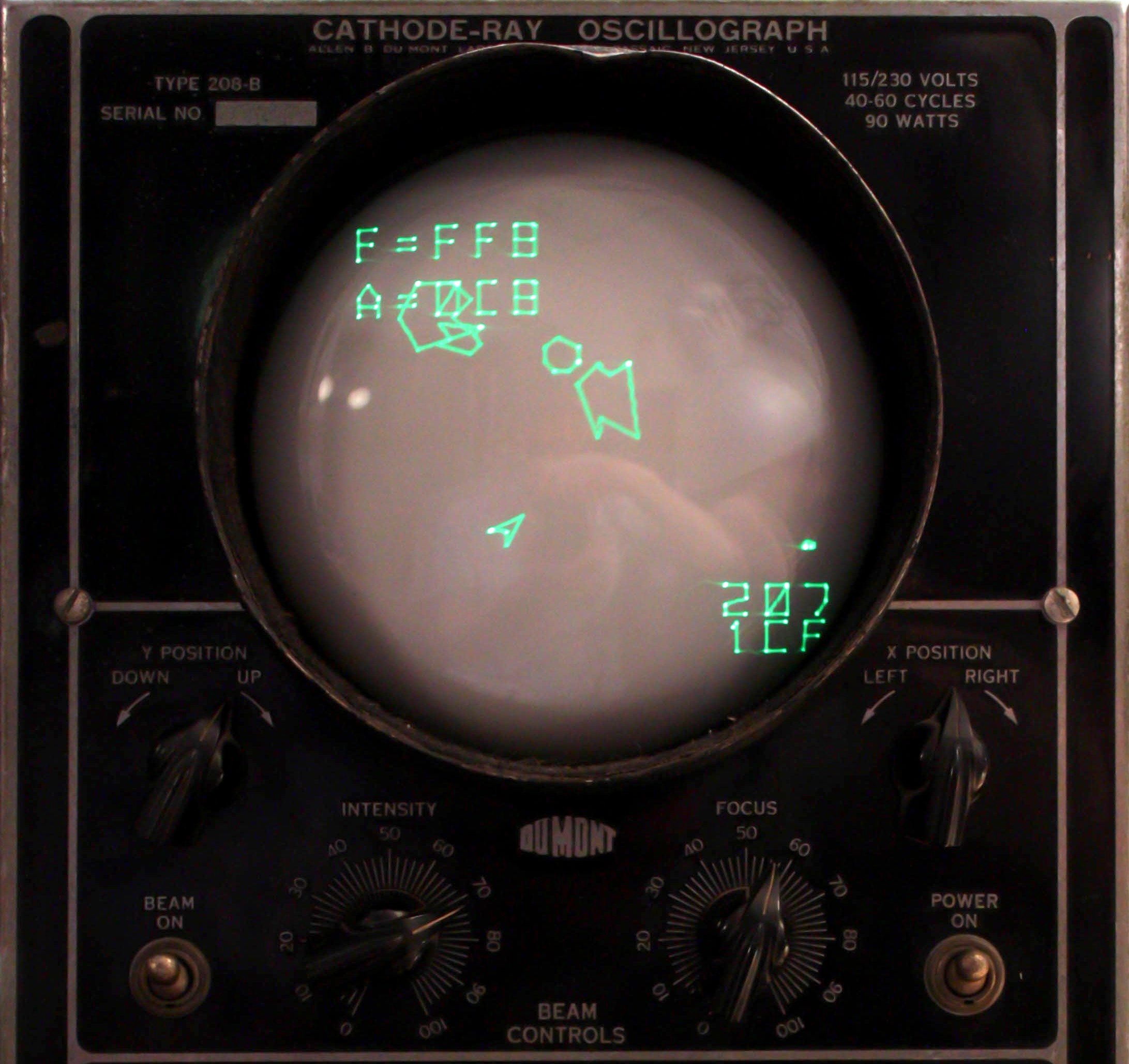
La base du jeu Star Wars est le projet de simulation en trois dimensions avec graphismes vectoriels nommé Warp Speed, créé et porté par Jed Margolin.

En janvier 1982, la division arcade d'Atari apprend que la direction vient de signer un accord de licence avec Lucasfilm Games permettant à l'entreprise de développer un jeu basé sur chaque film de la saga Star Wars. Atari propose le projet à Mike Hally, qui accepte,.
Hally, qui a vu le film lors de sa sortie en salle en 1977, estime qu'il serait « génial » d'incarner Luke Skywalker, de piloter un X-wing et de faire exploser l'Étoile noire. Mais, il doit aussi concevoir le jeu en fonction du matériel à sa disposition. Hally souhaite retravailler le projet Warp Speed, un jeu en développement depuis deux ans, capable d'afficher des images en trois dimensions. Ce projet, une idée de Jed Margolin, est un jeu de combat spatial, inspiré de Battlezone se déroulant dans l'espace, dont deux bornes peuvent être reliées. Le joueur y affronte des ennemis dirigés par une intelligence artificielle. Margolin évoque, avant même la signature des droits, la possibilité de l'adapter à l'univers d'un film de science-fiction, notamment L'Empire contre-attaque. Jed Margolin obtient l'accord d'Atari pour lancer Warp Speed. Il commence à former une équipe, avec Greg Rivera à la programmation et Ed Rotberg en tant que manager de l'équipe. Cependant, Rotberg quitte Atari quelque temps après, pour fonder l'entreprise Videa, qui deviendra Sente Technologies après son rachat par Nolan Bushnell. Mike Hally est alors intégré en tant que chef de projet,.
Warp Speed possède déjà certains éléments qu'Hally veut pour Star Wars, notamment la vue à la première personne et des graphismes vectoriels. Une simulation en trois dimensions avec une vue à la première personne est un moyen de créer un aspect réaliste donnant la sensation au joueur de voler au-dessus d'un terrain ou dans une tranchée. Cependant, à l'époque de la création du jeu, seuls les graphismes vectoriels permettent d'afficher ce type d'images. Pour Hally, des graphismes matriciels sont peu utiles pour une simulation spatiale, puisqu'il n'y a que quelques étoiles à afficher, ce qui justifie encore plus l'usage des graphismes vectoriels. Il rajoute que le noir est le meilleur effet pour représenter l'espace, et les graphismes vectoriels permettent de le voir à travers les lignes des objets, d'autant plus qu'il ressort bien avec les lignes vectorielles.

### Conception, premiers travaux
Warp Speed devient alors le projet Star Wars, prévu pour une sortie dix-huit mois plus tard. Hally passe de nombreuses heures au Skywalker Ranch pour étudier des modèles réduits de jouets Star Wars, des croquis, des photos pour réaliser un storyboard. Toute une banque de données sur l'univers de la saga est fournie par Lucasfilm Games, ce qui lui permet de développer, puis de présenter ses idées. Dans ce travail, il est épaulé par Dave Ralston, et après plusieurs réunions internes, il le présente à des membres de Lucasfilm Games réceptifs et enthousiastes. L'équipe de Lucasfilm Games est très emballée par les éléments amenés par Hally, mais ils sont très protecteurs avec l'univers Star Wars. Ils veillent à ce moment-là et durant tout le développement à ce que toutes les idées, les concepts, les personnages et leurs caractères ainsi que les scénarios des films soient préservés dans toutes les adaptations. Par exemple dans le jeu, le chasseur de Dark Vador ne peut être détruit, car il ne meurt pas dans le film et revient dans les épisodes suivants. De telles incohérences sont rapidement repérées, puis corrigées par Hally.
À ce moment-là, une équipe est formée, avec Greg Rivera et Jed Margolin. Hally rapporte qu'une interrogation de taille s'est rapidement posée. Pour lui, l'élément le plus important dans la conception d'un jeu est de donner au joueur un contrôle total de ses actions. Cependant, ce concept ne peut être appliqué à une simulation spatiale, car le joueur n'a aucun repère dans l'espace. Par exemple, laisser le joueur naviguer pendant des heures dans le vide sidéral n'a aucun intérêt. L'équipe est donc obligée de trouver un moyen de poser des limites. Elle considère alors que R2-D2 doit diriger le vaisseau pendant les séquences de vol dans l'espace, puisque dans le film, il est présent. Selon Rivera, ce choix fut facile et évident. Le gameplay s'oriente donc vers un jeu de type rail shooter.
L'équipe sait qu'elle doit produire un jeu à l'action rapide. À l'origine, le moteur du jeu peut afficher un objet à n'importe quel endroit, allant dans n'importe quelle direction. Cependant, l'équipe estime que le joueur peut être perturbé et prend la décision de forcer les ennemis à arriver uniquement de la droite en face. La version originale du jeu ne comporte que deux séquences : le combat spatial et l'incursion dans la tranchée. Mais, Rivera dévoile que, durant le développement, le réalisateur Steven Spielberg visite le bureau de l'équipe lancée sur le projet et prend connaissance des avancées. Il propose alors de réaliser une séquence supplémentaire dans laquelle le X-wing volerait pour combattre à la surface de la station spatiale, idée qui devient partie intégrante du jeu.
En janvier 1983, l'équipe est renforcée à temps plein par Norm Avellar et Eric Durfey. Avellar qualifie ses premiers travaux sur le projet de « tâches des plus prosaïques », comme la programmation des high score, des routines de mémoire non volatile, ou le test automatique, alors que Rivera s’affaire à la conception générale du jeu. Durfey fournit une assistance technique et une aide pour les programmeurs, il débogue les conceptions matérielles et les modifie en fonction des changements opérés sur le programme. Selon Margolin, avant d'affecter le poste à Durfey, l'équipe essuie quelques refus de techniciens ne désirant pas « s'impliquer dans un projet qui est à coup sûr voué à sa perte ».

### Conception sonore
Earl Vieckers complète l'équipe à ce moment-là sur la partie audio. L'équipe prend la décision de puiser directement dans la bande-son du long métrage et de numériser les sons pour les intégrer dans le jeu. Toutefois, avant même le lancement du projet, Margolin est chargé de trouver un système de synthèse vocale adéquat pouvant intégrer un jeu d'arcade, ce qui facilite le travail. Si l'équipe avait réalisé une numérisation stricte des voix, elle aurait eu besoin d'une PCB de 11 ¹⁄₂ pouces par 19 pouces. En lieu et place, la version finale du jeu utilise une carte 28 fois plus petite, dotée d'une puce mémoire.
Hally et Vickers examinent attentivement les dialogues du film afin de trouver des répliques pouvant être intégrées dans le jeu, puis fournissent une liste de voix que Lucasfilm Games récupère puis envoie à l'équipe, afin de les numériser.
La réalisation des autres sons n'est pas une tâche aisée. Par exemple, l'équipe doit trouver un moyen de fabriquer le son des vaisseaux ennemis lorsqu'ils s'approchent et dépassent celui du joueur. Vickers apprend que l'équipe qui s'est chargée du son dans le film a utilisé à l'origine des barrissements d'éléphants pour certains bruitages. Vickers achète un enregistreur d'effets sonores grâce auquel il modifie le son d'un éléphant, le numérise. Le résultat étant satisfaisant, il l'intègre dans le jeu.
La conversion des thèmes musicaux est également un défi. Vickers aurait aimé avoir l'avis de John Williams, mais il reste conscient que tout ce que fait un orchestre symphonique ne peut être reproduit avec un son de quatre canaux à onde carrée.

### Lefocus groupetBradley Trainer

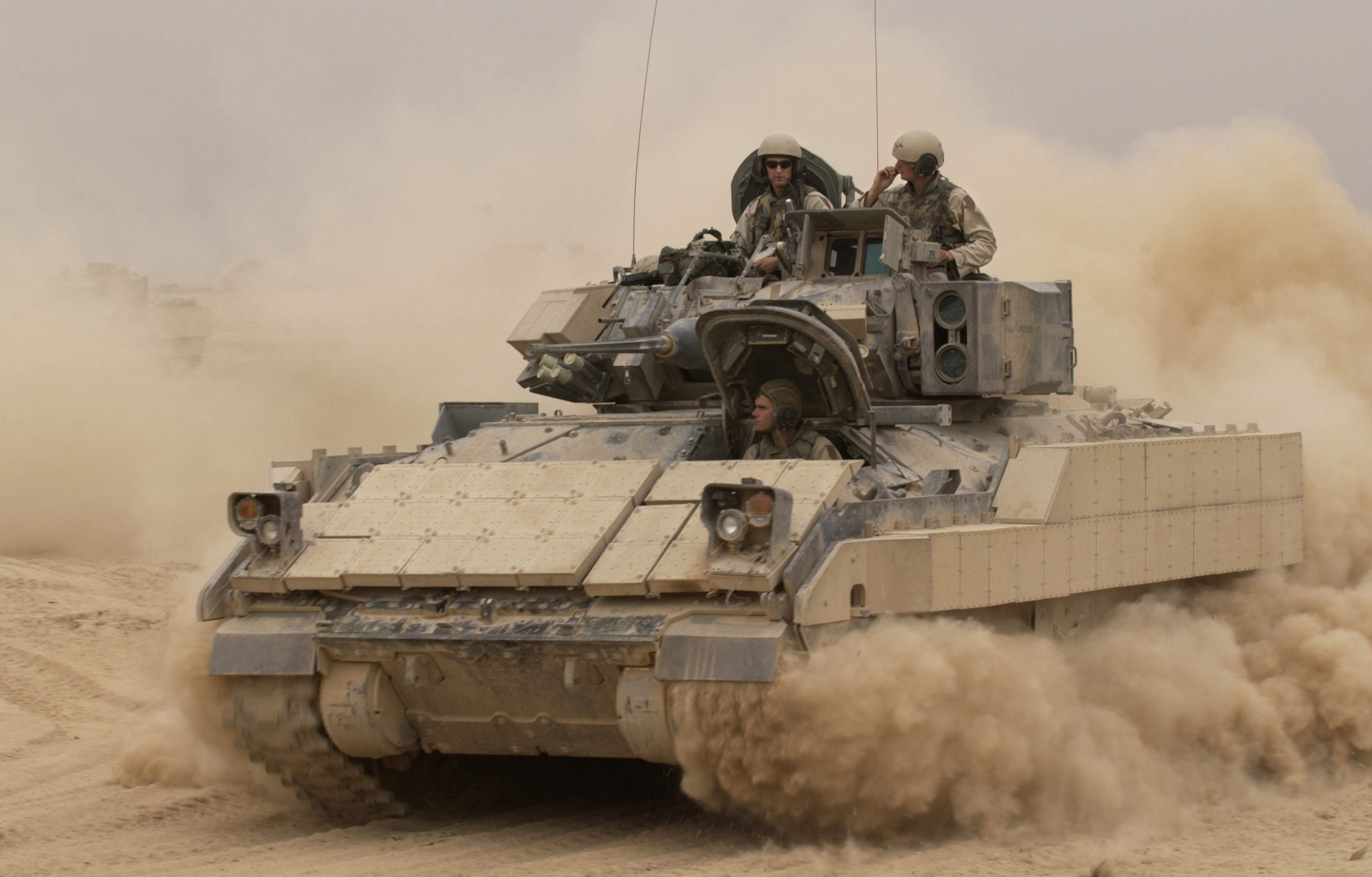
Le levier double est issu d'un simulateur développé par Atari pour l'armée américaine, Bradley Trainer, dérivé du jeu Battlezone de 1980. Ce contrôleur de jeu est une version réduite du dispositif utilisé par le tireur, figurant dans les Bradley Fighting Vehicle.

Les journées de travail s'allongent alors que le premier test s'approche, un focus group se déroulant le 24 janvier 1983. Atari est adepte de ces retours d'informations constructifs. À ce stade du développement, seule la séquence dans l'espace est réalisée, et un simple joystick et un bouton de tir sont implémentés. Avellar relate que les personnes qui testent la borne n'apprécient pas le système de contrôle, qui à ce moment-là peut être inversé grâce à un interrupteur. Les joueurs aguerris sont perturbés par la configuration normale, alors que les débutants sont troublés par le mode combat. D'autre part, les joueurs considèrent que le jeu a un grand potentiel et apprécient l'idée d'avoir des voix et de la musique directement issues du film. Ils jugent également que la borne assise ajoute plus de réalisme à l'expérience de jeu.
Peu de temps après, le joystick est supprimé au profit un levier double développé pour un autre projet développé par Atari pour l'armée américaine, Bradley Trainer, un simulateur de combat dérivé du jeu Battlezone de 1980. Ce contrôleur de jeu est une version réduite du dispositif utilisé par le tireur, figurant dans les Bradley Fighting Vehicle, des véhicules de combat blindés américains. L'équipe choisit d'utiliser ce système avec à l'esprit l'idée que le joueur doit être aux commandes du jeu, comme au guidon d'un vélo. Selon l'équipe, cette position que personne n'a oubliée offre un contrôle total au joueur. Si le double levier contribue au succès final du jeu, il n'est pas simple à implémenter. Dans les premières versions de la borne, il est géré par une puce Atari Pokey, qui a pour but de lire les potentiomètres. Cependant, le Pokey, conçu à la base pour l'Atari 400/800, renvoie parfois des données erronées. Margolin décide de le remplacer par un véritable CAD, un ADC0809. Malheureusement, Rivera conserve le programme d'origine, adapté au Pokey, ce qui provoque constamment un mauvais recentrage du contrôleur de jeu de la borne. Le contrôleur est difficile à fabriquer, mais grâce à son expérience dans la fabrication de flippers, Hally y parvient. Il relate certaines péripéties autour de cet élément, notamment le jour où des inondations ont eu lieu, il est obligé d'aller chercher les poignées en plastique moulé dans un autre bâtiment.

### Retard et pression constante
Au moment du focus group, la séquence de la surface de l'Étoile noire est à l'état embryonnaire. Rivera et Avellar travaillent beaucoup sur la programmation. Quand les implémentations basiques sont terminées, Avellar peut se concentrer sur la conception du jeu, notamment les effets spéciaux, en particulier ceux de l'explosion finale de la station spatiale. La date de test du public approchant, les journées s'allongent encore, et il est commun que l'équipe fasse des journées de seize heures de travail, tous les jours de la semaine. Avellar et Rivera achètent même des sacs de couchage pour dormir sur place. Rivera dévoile qu'à force de ne plus rentrer chez lui souvent, il se lasse de la restauration rapide. Dans le même ordre d'idées, la femme d'Hally est enceinte durant le développement, et l'équipe choisit aussi le prénom pour le futur bébé, Han, ou Leïa, suivant son sexe,. L'équipe passe tellement de temps ensemble qu'elle ressemble à une famille.
De son côté, Lucasfilm Games contrôle régulièrement les avancées pour s'assurer du respect de la licence, mais accepte parfois certains choix effectués par Hally. Tous les textes, les informations sur les droits d'auteurs, les dessins des bornes, le manuel, et un grand nombre d'éléments sont assujettis au contrôle et à l'accord de la société américaine. Lucasfilm Games est régulièrement invité à visiter l’équipe chez Atari, jusqu'à ce qu'une borne soit installée dans leurs locaux. Hally n'a plus qu'à amener une ROM avec la dernière version du programme afin de présenter les avancées. Il donne des descriptions sur l'état du jeu en cours et les améliorations planifiées. Certaines exigences de Lucasfilm Games sont parfois jugées exagérées et dérisoires par Hally : alors que l'équipe fait face à de gros problèmes de conception, celle-ci insiste sur des détails. Par exemple, les boucliers des vaisseaux ne sont pas en métal, mais fonctionnent grâce à de l'énergie. Dès lors, lorsqu'un vaisseau est touché, des morceaux de métal ne peuvent pas gêner le joueur et obstruer sa vue, car il n'explose que lorsqu'il n'a plus de protection. Cependant, Hally fait l'effort de répondre aux attentes en veillant à ce que règne une bonne ambiance, d'autant plus que l'équipe est soulagée en constatant que seuls des petits détails sont pointés du doigt.
Les dix-huit mois de travail sont très difficiles sous la pression de la date de sortie. Mike Hally évoque des batailles quotidiennes contre les problèmes rencontrés, surtout que l'équipe s'oppose à faire intervenir des entreprises tierces. Se rajoute également les interrogations liées à la création d'un matériel complètement nouveau n'ayant pas fait les preuves de son efficacité et la nécessité de respecter la licence Star Wars. Pour compléter la liste des difficultés, les bornes sont produites, dans plusieurs configurations, dans deux usines différentes. Si l'aspect purement technique présente un défi, Atari attend beaucoup de Star Wars, dans l'optique de commercialiser un jeu avec une licence lucrative, ce dont l'entreprise a financièrement besoin.
Durfey se rappelle que cette période est remplie de doute. Parfois, il regarde où en est le jeu et se dit : « il n'y a rien là ». Durfey n'y croit que quand le jeu devient capable d'afficher des lignes. Il craint également que le jeu ne propose pas de stratégie. Puis finalement, tous les éléments se sont regroupés à la fin pour créer un jeu de qualité. Hally confirme que tout le travail n'augure rien de bon jusqu'à la fin du développement. Pourtant, il sait que tous les éléments sont présents. Il se charge donc de préserver le moral de son équipe en attendant le résultat final. Parallèlement, le reste de l'entreprise prend progressivement conscience des capacités réelles du projet au fur et à mesure que le développement avance.

### Bilan et présentation
Malgré le très grand nombre d'heures passées ensemble, sous la pression d'une date butoir, l'équipe ne rencontre pas de conflit de personnes, chacun portant des éloges aux autres membres. Selon Hally, cette bonne entente a été favorisée par le but commun et l'immense intérêt que chacun des membres de l'équipe a eu pour ce qu'il a fait. En cas de besoin, l'équipe a su s'arrêter pour discuter, argumenter, opposer ses idées et mettre les discordes de côté, d'autant plus que le temps était limité. Durant tout le développement, la communication est facilitée par la petitesse de l'équipe et le fait que tous les membres travaillent dans le même bureau.

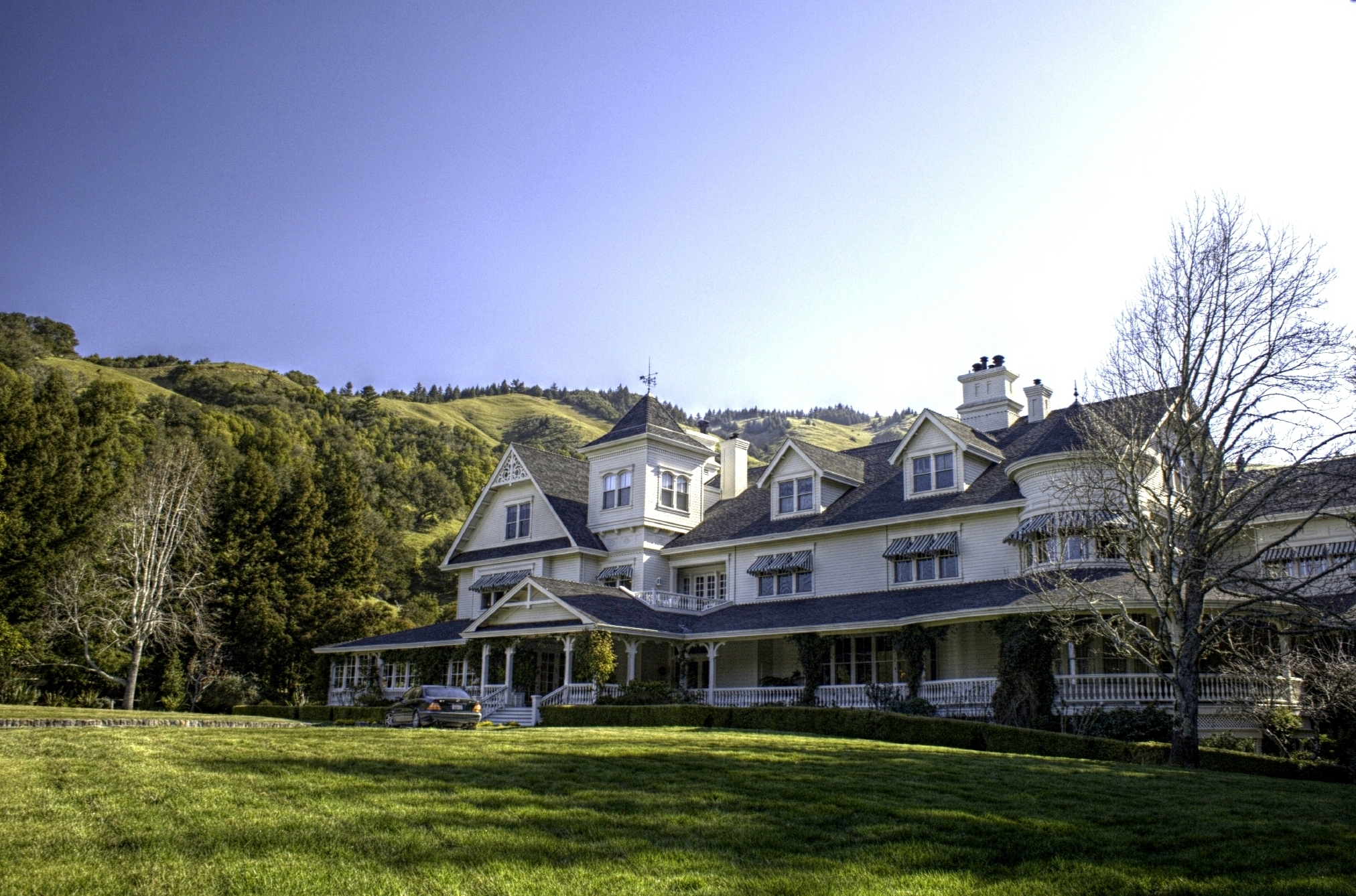
Mike Hally livre lui-même la borne terminée dans les locaux de la société Lucasfilm Games, dans un fourgon qu'il a loué.

La date du test en salle est régulièrement repoussée à cause d'ajouts ou de retraits dans la conception du programme ou du matériel. L'équipe aurait voulu rajouter beaucoup de choses, mais le manque de temps n'a pas permis de faire plus. Par ailleurs, quelques idées n'ont pas été introduites dans le jeu par choix. Par exemple, il est envisagé de relier deux bornes pour jouer à plusieurs, mais cette idée n'est pas implémentée. Un chronomètre sous forme de réserve de carburant aurait pu être intégré, mais le concept a été écarté.
Le coût de production de la borne assise est de 1 249 dollars, une somme très élevée pour l'époque, surtout que la production du jeu a lieu en plein krach du jeu vidéo de 1983 aux États-Unis. Mais à ce moment-là, la santé financière n'est pas une préoccupation de l'équipe. Hally dévoile qu'Atari a dépensé un million de dollars pour obtenir la licence et qu'il était confiant sur le devenir de l'entreprise. L'équipe est plongée dans le travail et ne se rend pas compte du déclin du secteur, même si Hally relate qu'il n'a aucun produit à proposer à la division production.
La version finale du jeu d'arcade est présentée en février 1983 en présence de George Lucas, dans les locaux de sa société Lucasfilm Games à Marin County. La livraison de la borne en version finale, prévue contractuellement, est effectuée par Mike Hally, qui loue un simple fourgon afin de la transporter,. Le 30 avril 1983, la conception de la borne est achevée, le programme est dans sa version finale et le jeu peut partir en test. Mis à part la séquence pensée par Spielberg, le jeu est très proche du concept de base créé au départ du projet. Le développement s'est étalé sur une période allant de 1980 à 1983, en incluant le projet Warp Speed, base du jeu Star Wars. Lors du test en salle d'arcade, l'équipe entière loue une camionnette pour aller en Caroline du Nord, où a lieu le test. Avellar se rappelle que tous sont restés à observer le jeu, puis en voyant quelqu'un jouer, l'équipe a su qu'« elle avait réalisé quelque chose de spécial ». Le jeu est également présenté lors de l’AMOA Trade Show de la même année au mois d'octobre,,.

## Accueil

### Réactions dans les salles
La borne est commercialisée en même temps que le film Le Retour du Jedi, en mai 1983. 10 000 bornes verticales et 2 450 bornes assises sont produites. Star Wars est donc le seul jeu à dépasser la barre des 10 000 unités, jusqu'à la sortie d'Area 51 en 1995. La vente de ces bornes Star Wars rapporte 15 millions de dollars à Atari. Malgré un nombre assez faible de bornes produites, Star Wars est donc un succès commercial,. Selon le magazine Electronic Games, c'est l'un des jeux rapportant le plus de gains à leurs exploitants, en septembre 1984.
Les opérateurs d'arcade témoignent que le jeu fait partie des bornes les plus rentables à la fin de l'année 1983 et durant toute l'année 1984, derrière Dragon's Lair. Pour Video Games, grâce à des jeux comme ce dernier, ou Star Wars, le secteur arcade commence à revenir à la vie en décembre 1983. Star Wars devient alors un jeu très populaire et est plébiscité par les joueurs de l'époque de sa sortie, qui le classent parmi les meilleurs jeux d'arcade,,.
Lorsque le troisième jeu de la série, The Empire Strikes Back, sort en 1985 en tant que kit de conversion pour la borne Star Wars, très peu d'opérateurs d'arcade décident de franchir le pas et transformer leur borne Star Wars populaire et lucrative afin de l'installer.

### Critiques de la presse
Selon Video Games, Star Wars est innovant, bien réalisé et va bien au-delà de ce que le public estime qu'un jeu vidéo doit être. La qualité de la simulation est supérieure à celle de jeux comme Sinistar. Videogaming and Computer Gaming Illustrated évoque une action prenante dans la tranchée. Le magazine entrevoit peu de défis stratégiques et de complexité, mais estime que cela correspond bien au film sur lequel est basé le jeu. Selon Electronic Fun with Computers and Games, la forte emphase du jeu sur l'aspect du bouclier autorise le joueur à opter pour une stratégie défensive, qui lui permet de traverser les trois phases sans tuer aucun ennemi et arriver jusque-là où le seul tir est décisif, le dernier dans le puits. Le magazine TV Gamer compare Star Wars à un jeu laserdisc similaire, Astron Belt et considère que le choix en matière de gameplay est une affaire de goût, mais Star Wars est « difficile à battre en termes d'exaltation et de divertissement ». Pour Video Games, le jeu est fluide, harmonieux et rapide avec une difficulté de jeu progressive, qui malgré la succession des séquences ne rend pas l'ensemble monotone. De plus, les trois niveaux, offrant un départ différent, évite au jeu d'être répétitif.
Videogaming and Computer Gaming Illustrated estime que le contrôleur de jeu complète et améliore la fluidité de l'action à l'écran. Selon Video Games, les contrôles imitent bien ceux du vaisseau dans le film et permettent des tirs rapides et précis.
Videogaming and Computer Gaming Illustrated qualifie le jeu de « merveille graphique ». Selon Video Games, les graphismes sont « incroyablement fluides », composés des graphismes vectoriels en couleur à la pointe de la technologie, produisant de « surprenants effets réalistes ». Le jeu est décrit comme « un tour de force visuel », grâce à de constantes améliorations apportées par Atari à l'aspect divertissant de ses jeux. Le magazine compare les visuels à ceux déjà vus dans Starhawk, SubRoc-3D ou Buck Rogers: Planet of Zoom, et constate que ceux de Star Wars sont fortement améliorés. Ils sont meilleurs que ceux de Cosmic Chasm, qui étaient jusque-là les plus beaux qui aient été vus dans un jeu vidéo. Selon Video Games, l'explosion de l’Étoile noire est l'un des spectacles lumineux les plus spectaculaires qui aient été vus dans un jeu vidéo jusque-là (en 1983).
Selon Video Games, les voix numérisées sont de meilleure qualité que celles des jeux Super Star Trek et Sinistar. TV Gamer juge les bruitages spectaculaires. Le magazine qualifie de « bizarre » la présence du thème de Dark Vador, qui est issu de L'Empire contre-attaque.
Selon Video Games, Star Wars est un mélange de tous les meilleurs jeux de science-fiction sortis sur le marché depuis plusieurs années. Pour Video Games, le joueur est entraîné aussi profondément que dans le film, voire plus, dans l'univers Star Wars, grâce à la recréation des séquences d'action et « l'apogée d'un des meilleurs films de science-fiction jamais créés ». Electronic Fun with Computers and Games considère qu'Atari a réussi à allier jeu vidéo en vue à la première personne et adaptation de films populaires, dans « un jeu d'arcade solide et exaltant ». Le magazine rajoute que le Star Wars fait honneur au premier film de George Lucas, qui a révélé être assez satisfait du jeu et de la manière dont il a été adapté.
La presse spécialisée étant dithyrambique avec Star Wars lors de sa sortie, il ne reçoit que très peu de critiques négatives. Mais Video Games estime que la seule chose manquante est un siège réglable.
Selon Video Games, Star Wars est l'un des jeux les mieux produits de l'histoire. Pour Atari Connection, il réussit à combiner « un son merveilleux », les sensations d'un vrai combat avec le scénario du premier film de la saga et « donne l'impression incroyable » d'être dans le cockpit du vaisseau de Luke Skywalker. Pour Computer and Video Games, « jouer à Star Wars est aussi jouissif que de regarder le film », et déclare qu'« il est toujours un solide favori dans toutes les salles d'arcades au Royaume-Uni » en avril 1984. Le magazine le qualifie de « simulation à graphismes vectoriels incroyable » et de « gros hit de la saison ». Selon TV Gamer, Star Wars est à juste titre un jeu très populaire et l'un des meilleurs n'étant pas un jeu laserdisc. Selon Video Games, « le jeu défie les critiques » et aussi bien « la version verticale [que] la version cockpit font partie de l'élite des bornes d'arcade ». C'est l'« adaptation ultime » et une « simulation réaliste ».

## Scission d'Atari
La production de Star Wars a lieu en plein krach du jeu vidéo de 1983 aux États-Unis, mais le jeu devient un succès dès sa sortie. Margolin est persuadé que c'est grâce à Star Wars que la division arcade n'est pas vendue à la fin de l'année 1983, mais l'équipe ne se rend pas compte qu'Atari rentre à peine dans ses frais, malgré les profits générés par le jeu. Pourtant, début juillet 1984, Warner Communications, alors en difficulté financière, réalise une scission d'Atari Inc. en revendant la partie informatique et console de jeux vidéo à Jack Tramiel, l'ancien dirigeant de Commodore International, qui renomme la nouvelle entité Atari Corporation. Warner Communications conserve la section arcade, alors renommée Atari Games, nom sous lequel seront réalisées les productions à compter de cette date,.

## Portages
| Star Wars: The Arcade Game 1983-1984                                         |
| ---------------------------------------------------------------------------- |
| Développement : Imagic Édition : Parker Brothers                             |
| Atari 2600 Atari 5200 Atari 400/800 ColecoVision Commodore 64                |
| Star Wars 1987-1988                                                          |
| Développement : Vektor Grafix Édition : Domark (Europe)                      |
| Amiga Commodore 64 Atari ST ZX Spectrum Amstrad CPC BBC Micro Acorn Electron |
| Star Wars 1988                                                               |
| Développement : Vektor Grafix Édition : Brøderbund (Amérique du Nord)        |
| Atari ST PC (MS-DOS) Mac Amiga Commodore 64                                  |

Si Atari obtient une licence pour créer trois jeux en arcade de la part de Lucasfilm Games, Parker Brothers signe un accord dès 1976, lui octroyant les droits d'édition de jeux sur les plates-formes à domicile,. Parker Brothers édite un premier portage sur ordinateurs et consoles entre 1983 et 1984, sous le titre Star Wars: The Arcade Game. L’entreprise sous-traite le développement des portages à Imagic. La version Atari 2600 comporte d'importants changements, les graphismes vectoriels ont disparu, il ne reste plus que deux canons laser. En mars 1985, Games Computing qualifie le portage de jeu amusant avec de bonnes musiques, de bons sons, et de bons effets 3D. Rétrospectivement, Retro Gamer voit de nombreuses transformations avec des graphismes parfois saccadés, mais qualifie le jeu d'honorable,. Les versions Atari 5200 et Atari 400/800 sont plus colorées que le portage sur 2600 et l'adaptation des contrôles est maladroite. Dès 1984, le magazine Enter apprécie le jeu, mais soulève le problème des contrôles. Il relève des graphismes ressemblants, mais de qualité inférieure à la version arcade, ce qui empêche l'immersion dans l'univers du jeu. Lors de rétrospectives, Retro Gamer note que les jeux souffrent de saccades, de détections de collision et sont dotés de contrôles ratés, même s'ils restent de bons jeux,. La version ColecoVision comporte peu de saccades, de meilleurs visuels et contrôles que la version Atari 2600. En 1984, Expandable Computer News remarque des graphismes et des sons proches de la version originale, mais aussi une difficulté de jeu élevée, et que la réalisation de l'explosion de l’Étoile noire est assez décevante. Retro Gamer considère plus de vingt ans après le jeu comme un bon portage, meilleur que son homologue sur console Atari, avec des graphismes détaillés,. Sur Commodore 64, les graphismes vectoriels laissent place à des sprite dans une conversion réussie. En 1984, cette version est globalement très bien accueillie, même si quelques reproches sont faits, comme la qualité de graphismes légèrement inférieure à la version arcade et l'absence de contrôles identiques, deux éléments nuisant à l'immersion du joueur,,,. Rétrospectivement, Retro Gamer voit une conversion solide malgré l'absence de certaines fonctionnalités,.
Domark obtient les droits d'édition des jeux sur ordinateurs personnels en Europe en demandant simplement à Lucasfilm Games, qui accepte, puisque les droits sont vacants. Domark confie la réalisation des portages à l'entreprise Vektor Grafix nouvellement créée et édite toute une série de jeux entre 1987 et 1988. La version Amiga est très fidèle à l'original, avec un contrôle à la souris très précis et un son amélioré. Lors de sa sortie, le jeu est considéré comme la meilleure conversion, avec un jeu rapide, des contrôles plus faciles à manier que dans la version ST et un bon son,,,,. Rétrospectivement, Retro Gamer juge la conversion quasi parfaite et évoque le fait que certains puristes de la plate-forme y voient un jeu meilleur que l'original, avec des graphismes et un son légèrement meilleur que la version ST,. Le portage sur Commodore 64 arbore des graphismes très simplistes et une bande-son très amputée par rapport à la version originale. En 1988, les critiques voient un jeu décevant, des graphismes de piètre qualité et une animation juste même si elle reste rapide, avec très peu de son,,. Près de vingt ans après, Retro Gamer qualifie les graphismes « d’horribles » et le jeu globalement décent mais décevant,. La version ZX Spectrum est graphiquement proche de l'original,. En 1988, les critiques estiment que l'action et la rapidité du jeu d'arcade sont conservées et que les graphismes sont parfois très légèrement saccadés, le tout donnant naissance à une conversion proche de l'original. Lors de rétrospectives, Retro Gamer juge la conversion décente, les graphismes bien réalisés, mais considère que le son manque de qualité,. Le jeu Amstrad CPC est graphiquement proche de la version arcade, mais connait quelques ralentissements. À sa sortie en 1988, le portage est jugé convaincant par ses graphismes, sa bande sonore et le charme de l'original qu'il perpétue. Vingt ans après sa sortie, Retro Gamer relève une bonne conversion, visuelle ou sonore, mais note des ralentissements de l'action,. Le portage sur BBC Micro possède des graphismes équivalents à l'original et la version Acorn Electron est cependant affichée en monochrome. Seul le clavier peut être utilisé. En 1988, les critiques regrettent l'absence du support pour le joystick mais voient une adaptation des graphismes simple mais efficace. Rétrospectivement, Retro Gamer considère ce premier portage comme meilleur que certains effectués sur Atari 8-bit et qualifie le tout de décent, mais possédant un son parfois désagréable. La version Acorn Electron est cependant jugée comme une des plus mauvaises qui aient été réalisées,. Sur Atari ST, les contrôles sont gérés via la souris ou le joystick et la conversion est très bonne. Lors de sa sortie en 1988, le portage est considéré comme un très bon travail, avec des graphismes proches de l'original, une fluidité des déplacements via la souris, alors que le joystick est jugé manquant de réactivité,,. Lors de rétrospectives, Retro Gamer juge la conversion solide et satisfaisante,.
En Amérique du Nord, Brøderbund obtient les droits grâce à un accord avec Domark et édite un troisième portage en 1988, toujours réalisé par Vektor Grafix, sur ordinateurs Macintosh,, Amiga, Commodore 64, DOS et Atari ST. Ralph McQuarrie, l'artiste ayant travaillé sur la trilogie originale de films, réalise la jaquette des jeux. Les boites de jeux comportent une petite puce électronique qui joue le thème principal de Star Wars lorsqu'on appuie dessus. La version Atari ST reproduit fidèlement la version arcade. En 1989, le jeu est considéré comme « exceptionnel », avec des contrôles à la souris et au clavier jugés bons. Concernant la version Mac, Tilt déclare en 1988 que malgré un jeu un gameplay répétitif et daté, le jeu reste accrocheur. Selon le magazine, il bénéficie d'une bonne réalisation, avec des animations réalistes et des voix numérisées excellentes. Rétrospectivement, Retro Gamer décrit la version Mac comme une conversion fidèle, monochrome et austère mais ne nuisant pas à la qualité globale du jeu, considérée comme respectable,. Lors de la sortie du jeu, Computer Gaming World juge la version PC fluide, avec une action et des graphismes rapides. New Computer Express critique sévèrement le portage, notamment la bande-son, qualifiée de quasiment inexistante. Si Star Wars était exceptionnel il y a cinq ans, « il ne casse plus des briques en 1988 ». Le magazine enfonce le clou en relevant un système de jeu répétitif, une réactivité des contrôles très molle et des graphismes vectoriels de qualité moyenne pour un jeu plutôt oubliable. New Computer Express regrette que les graphismes n'aient pas été mis à jour grâce aux progrès effectués dans le domaine durant cinq ans. Vingt ans après la sortie, Retro Gamer juge la version PC limitée en termes de couleurs, mais relève une vitesse de jeu proche de celle de l'original,.
En 1990, le jeu est réédité dans la collection The Hit Squad Movie Collection par Ocean Software sur Amstrad CPC, ZX Spectrum et Commodore 64.
Un portage du jeu d'arcade original de 1983 est également inclus dans le jeu Star Wars: Rogue Squadron III - Rebel Strike développé par Factor 5 et édité par LucasArts sur GameCube en 2003.
Mike Hally, responsable du développement de Star Wars, déclare en 2015, qu'à l'époque, l'équipe n'a pu qu'observer le travail sur les conversions et estime qu'elle aurait fait mieux.

## Records
Star Wars est un jeu pratiqué pour atteindre des scores élevés (score attack). En 1984, Robert Mruczek réussit le score de 300 millions de points en 49 heures de jeu (record du monde pour un individu). En juin 1985, Flavio Tozzi, Dave Roberts et Mike Ohren jouent en équipe à tour de rôle pendant cinq jours, deux heures et 26 minutes sur une seule partie, et établissent le record mondial de 1 000 000 012 points. Yorkshire Television réalise un reportage sur cet événement, puis il est relaté dans l'édition de septembre 1985 du magazine britannique Computer and Video Games. L'opération de Tozzi, Roberts et Ohren génère des gains pour une association caritative locale. En 1986, David Palmer atteint le score de 31 660 614 points avec six boucliers, sans bouclier bonus.
Lors du tournoi Twin Galaxies International Scoreboard/Guinness Book Masters Tournament de 1996, la borne est réglée sur le mode le plus difficile, afin d'empêcher les meilleurs joueurs de jouer indéfiniment. La partie s'effectue avec six boucliers mais sans bouclier bonus, le jeu s'orientant vers un défi de compétence plutôt que sur un test d'endurance. David Palmer réalise le score de 31 660 614 points dans cette configuration, soit environ 7 heures de jeu. Ce score est par la suite publié dans le Guinness Book des records et reste le record du monde en titre. En 2005, Brandon Erickson établit un record d'endurance mondial en 54 heures sur une partie unique (totalisant un score de 283 millions de points).

## Postérité

### Reconnaissance
Star Wars est un succès tant critique que commercial. C'est le premier jeu à graphismes vectoriels en couleur de l'histoire. Pour Brian R. Eddy, qui écrit le livre Classic Video Games : The Golden Age 1971–1984, Stars War est l'un des derniers grands jeux à graphismes vectoriels. Dès 1984, il est qualifié de « classique du jeu vidéo », et reste considéré ainsi plusieurs décennies après sa sortie,. Selon Retro Gamer, il est l'une des rares adaptations cinématographiques à réussir à capturer la magie du film qui l'a inspiré, position que partage Eurogamer qui juge le jeu en 2007 dans un test rétro, et estime qu'Atari a su retranscrire l'univers du film dans un jeu mémorable, avec son charme et toute l’imagination qu'il contient, « alors que tant de jeux adaptés de films sont ratés ». Le site rajoute que l'expérience de jeu reste agréable en 2007, avec des graphismes ayant bien vieilli et un système de contrôle semblant être la solution idéale.
À l'été 1984, le magazine américain TV Gamer désigne Star Wars comme le meilleur jeu d'arcade dans la catégorie shoot 'em up. En 2015, Retro Gamer place Star Wars à la première place de son classement des meilleurs jeux Star Wars de tous les temps devant même des superproductions très récentes. Le site web US Gamer le désigne également meilleur jeu Star Wars de tous les temps. Game Informer le place en 2005 au 23e rang de son top 30 des meilleurs jeux Star Wars.

### BoutonThe Force
Le magazine Atari Connection rapporte dans son édition de mars 1984 que Lucasfilm Games possède une version spéciale du jeu, comportant un bouton supplémentaire, qui a pour effet de représenter la force, et qui, lorsque le joueur appuie dessus, ralentit l'action alors qu'il est sur le point de lancer la torpille dans le puits à la fin de la tranchée.
L'ouvrage intitulé Rogue Leaders: The Story of LucasArts qui relate l'épopée de l'entreprise Lucasfilm Games et LucasArts, dévoile que Peter Langston, employé chez Lucasfilm Games, étudie le manuel d'arcade du jeu et trouve un bouton ou un interrupteur à l’arrière de la borne permettant de lancer un mode déboguage. Lorsqu’il est activé, il arrête les images du jeu à l'écran, puis chaque utilisation du bouton de tir avance l'action d'une image, ce qui permet au joueur d'ajuster à sa guise le réticule de visée au bon endroit à un rythme très ralenti, notamment sur ses ennemis. Langston décide de placer ce bouton dans le cockpit de la borne et lui adjoint une étiquette avec l'inscription The Force. Steven Spielberg, qui a vu le projet pendant son développement, loue un exemplaire de la borne afin de l'utiliser durant le tournage du film Indiana Jones et le Temple maudit. Il est tellement fervent de ce jeu qu'il décide d'en acheter une version pour la placer dans son propre bureau à Los Angeles. Peu de temps après la réception de la borne, Spielberg appelle Atari pour savoir où est ce bouton The Force. Malheureusement, Atari a du lui expliquer que cette fonctionnalité ne faisait pas partie du concept original.

### Influence
La franchise Star Wars a considérablement influencé le jeu vidéo, pour preuve l'immense quantité de jeu s'inspirant de sa dernière bataille spatiale. Star Wars, le jeu d'arcade, est à de nombreuses reprises imité par la concurrence. Les journalistes évoquent des jeux « à la manière de Star Wars » en arcade, du « style de Star Wars » ou du « style de la tranchée de Star Wars »,,.
De plus, la première série de portages n'offre que des conversions sur console de jeux et très peu d'ordinateurs personnels notamment sur Atari 400/800 et Commodore 64. Cette relative pénurie de jeux de la franchise sur ordinateurs pousse certains développeurs à créer de nombreux clones imitant Star Wars sans détour. Par exemple, Return of the Jedy est édité par M.K. Circuits en 1983, Battle on Hoth est publié par Duncan Kinnaird en 1983, 3D Starwars est commercialisé par Elfin Software en 1983, 3D Death Chase est mis sur le marché par Micromega en 1983, Death Star est lancé par Rabbit Software en 1983 et Empire Fights Back, de Mastertronic, sort en 1985.
La borne verticale Star Wars fait une apparition dans le film Gremlins (1984), où l'on voit plusieurs créatures appelées Gremlins en train de jouer à Star Wars dans la séquence de la tranchée.

### Suites
Dès novembre 1983, des rumeurs évoquent deux suites de Star Wars, également basées sur les autres films de la saga et dotés de graphismes vectoriels, dont la sortie est prévue en mars 1984. Star Wars connait deux suites, Return of the Jedi en 1984 et The Empire Strikes Back en 1985. Le premier est une adaptation du film homonyme dans des graphismes de type matriciel, alors que le dernier adapte le deuxième opus de la trilogie cinématographique avec des graphismes vectoriels en couleur identiques à ceux du premier jeu et constitue donc la véritable suite,. Cependant, aucune des deux suites n'obtient la popularité de Star Wars.
La borne Star Wars peut accueillir le jeu Star Wars: The Empire Strikes Back grâce à un kit de conversion. Le kit, disponible à partir du printemps 1985, comporte les puces avec le programme, des artwork intérieurs et extérieurs pour la borne et le contrôleur de jeu.
Domark publie en 1989 une compilation pour ZX Spectrum, Amstrad CPC, Atari ST, Amiga et Commodore 64, regroupant les trois jeux de la série qu’elle a éditée, sous le titre The Star Wars Trilogy,,.

## Note
1. ↑  Le 18 mai 1983, Mike et Julie Hally deviennent parents d'une petite fille qu'ils prénomment Andrea[23].